# Gheorghe Murgeanu
Gheorghe Murgeanu (n. 17/30 iunie 1901, București – d. 30 iulie 1984, București) a fost un geolog român, membru titular al Academiei Române.

## Biografie
A fost membru corespondent al Academiei de Științe din România începând cu 21 decembrie 1935.

## Distincții
- Ordinul Muncii clasa a II-a (14 septembrie 1953)[2]
- Ordinul „Meritul Științific” clasa a II-a (26 septembrie 1966) „pentru merite deosebite în activitatea științifică, cu prilejul Centenarului Academiei Republicii Socialiste România”[3]